# Gawroniec (Poméranie-Occidentale)
Pour les articles homonymes, voir Gawroniec.
Gawroniec est une localité polonaise de la gmina mixte de Połczyn-Zdrój située dans le powiat de Świdwin en voïvodie de Poméranie-Occidentale. Elle se trouve à environ 23 km à l'est de Świdwin et 108 km à l'est de la capitale régionale Szczecin.

## Géographie

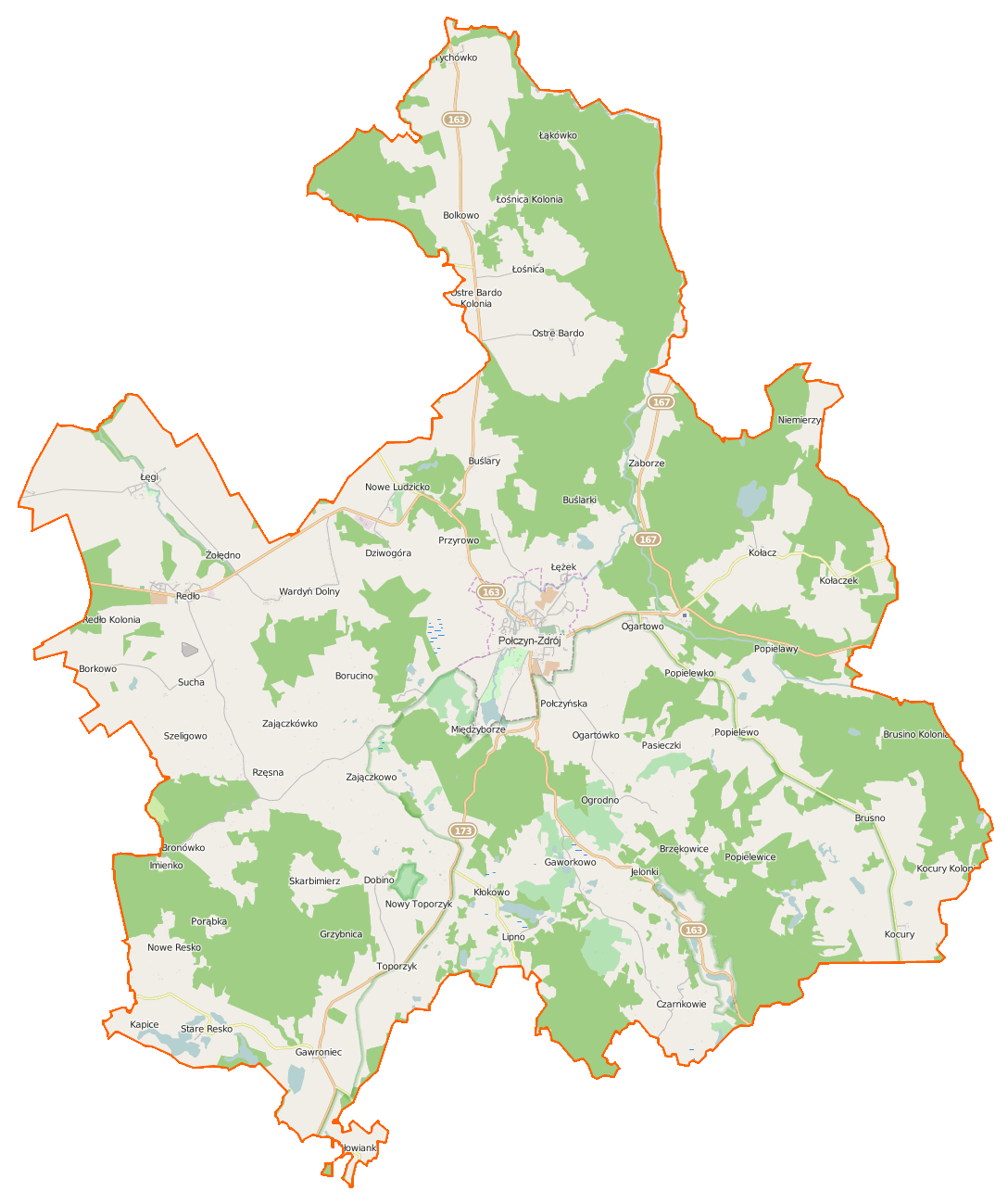
Carte de la gmina de Połczyn-Zdrój.

## Histoire
De 1816 à 1945, Gersdorf fait partie de l'arrondissement de Dramburg dans le district de Köslin au sein de la province de Poméranie.